# Сурьма
| 51         | Сурьма |
| Sb121,760  |        |
| 4d105s25p3 |        |

Сурьма́ (химический символ — Sb, от лат. Stibium) — химический элемент 15-й группы (по устаревшей классификации — главной подгруппы пятой группы, VA) пятого периода периодической системы химических элементов Д. И. Менделеева; имеет атомный номер 51. 
Простое вещество сурьма — это полуметалл серебристо-белого цвета с синеватым оттенком, грубозернистого строения. Известны четыре металлических аллотропных модификаций сурьмы, существующих при различных давлениях, и три аморфные модификации (взрывчатая, чёрная и жёлтая сурьма).

## Происхождение слова
Русское слово «сурьма» произошло от турецкого и крымскотатарского sürmä; им обозначался порошок свинцового блеска PbS, также служивший для чернения бровей.

## История
Сурьма известна с глубокой древности. В странах Востока она использовалась примерно за 3000 лет до н. э. для изготовления сосудов. В Древнем Египте уже в XIX в. до н. э. порошок сурьмяного блеска (природный Sb2S3) под названием mesten или stem применялся для чернения бровей. В Древней Греции он был известен как στίμμι и στίβι, отсюда лат. stibium. Около XII—XIV вв. н. э. появилось название antimonium. Подробное описание свойств и способов получения сурьмы и её соединений впервые дано алхимиком Василием Валентином (Германия) в 1604 году. В 1789 году А. Лавуазье включил сурьму в список химических элементов под названием antimoine (современный английский antimony, испанский и итальянский antimonio, немецкий Antimon).

## Нахождение в природе
Кларк сурьмы — 500 мг/т. Её содержание в вулканических породах в общем ниже, чем в осадочных. Из осадочных пород наиболее высокие концентрации сурьмы отмечаются в глинистых сланцах (1,2 г/т), бокситах и фосфоритах (2 г/т) и самые низкие в известняках и песчаниках (0,3 г/т). Повышенные количества сурьмы установлены в золе углей. Сурьма, с одной стороны, в природных соединениях имеет свойства металла и является типичным халькофильным элементом, образуя антимонит. С другой стороны она обладает свойствами металлоида, проявляющимися в образовании различных сульфосолей — бурнонита, буланжерита, тетраэдрита, джемсонита, пираргирита и др. С такими металлами, как медь, палладий и полуметаллом мышьяк, сурьма может давать интерметаллические соединения. Ионный радиус сурьмы Sb3+ наиболее близок к ионным радиусам мышьяка и висмута, благодаря чему наблюдается изоморфное замещение сурьмы и мышьяка в блёклых рудах и геокроните Pb5(Sb, As)2S8 и сурьмы и висмута в кобеллите Pb6FeBi4Sb2S16 и др. Сурьма в небольших количествах (граммы, десятки, редко сотни г/т) отмечается в галенитах, сфалеритах, висмутинах, реальгарах и других сульфидах. Летучесть сурьмы в ряде её соединений сравнительно невысокая. Наиболее высокой летучестью обладают галогениды сурьмы SbCl3. В гипергенных условиях (в приповерхностных слоях и на поверхности) антимонит подвергается окислению примерно по следующей схеме: Sb2S3 + 6O2 = Sb2(SO4)3. Возникающий при этом сульфат окиси сурьмы очень неустойчив и быстро гидролизирует, переходя в сурьмяные охры — сервантит Sb2O4, стибиоконит Sb2O4 • nH2O, валентинит Sb2O3 и др. Растворимость в воде довольно низкая (1,3 мг/л), но она значительно возрастает в растворах щелочей и сернистых металлов с образованием тиокислоты типа Na3SbS3. Содержание в морской воде — 0,5 мкг/л. Главное промышленное значение имеет антимонит Sb2S3 (71,7 % Sb). Сульфосоли тетраэдрит Cu12Sb4S13, бурнонит PbCuSbS3, буланжерит Pb5Sb4S11 и джемсонит Pb4FeSb6S14 имеют небольшое значение.

### Генетические группы и промышленные типы месторождений
В низко- и среднетемпературных гидротермальных жилах с рудами серебра, кобальта и никеля, также в сульфидных рудах сложного состава.

### Месторождения
Месторождения сурьмы известны в ЮАР, Алжире, Азербайджане, Таджикистане, Болгарии, России, Финляндии, Казахстане, Сербии, Китае, Кыргызстане.

## Производство
По данным исследовательской компании Roskill, в 2010 году 76,75 % мирового первичного производства сурьмы приходилось на Китай (120 462 т, включая официальное и неофициальное производство), второе место по объёмам производства занимала Россия (4,14 %; 6500 т), третье — Мьянма (3,76 %; 5897 т). Среди других крупных производителей — Канада (3,61 %; 5660 т), Таджикистан (3,42 %; 5370 т) и Боливия (3,17 %; 4980 т). Всего в 2010 году в мире было произведено 196 484 тонн сурьмы (из которых вторичное производство составляло 39 540 тонн).
В 2010 году официальное производство сурьмы в Китае снизилось по сравнению с 2006—2009 годами и в ближайшее время вряд ли увеличится, согласно отчёту Roskill.
В России крупнейший производитель сурьмы — холдинг GeoProMining (6500 тонн в 2010 году), который занимается добычей и обработкой сурьмы на принадлежащих ему производственных комплексах «Сарылах-Сурьма» и «Звезда» в Республике Саха (Якутия).

### Резервы
Согласно статистическим данным Геологической службы США:
| Страна                    | Резервы   | %     |
| ------------------------- | --------- | ----- |
| Китай                     | 950 000   | 51,88 |
| Россия                    | 350 000   | 19,12 |
| Боливия                   | 310 000   | 16,93 |
| Таджикистан               | 50 000    | 2,73  |
| ЮАР                       | 21 000    | 1,15  |
| Другие (Канада/Австралия) | 150 000   | 8,19  |
| Всего в мире              | 1 831 000 | 100,0 |

## Изотопы
Природная сурьма является смесью двух изотопов: 121Sb (изотопная распространённость 57,36 %) и 123Sb (42,64 %). Единственный долгоживущий радионуклид — 125Sb с периодом полураспада 2,76 года, все остальные изотопы и изомеры сурьмы имеют период полураспада, не превышающий двух месяцев.
Пороговая энергия для реакций с высвобождением нейтрона (первого):
- 121Sb — 9,248 МэВ,
- 123Sb — 8,977 МэВ,
- 125Sb — 8,730 МэВ.

## Физические свойства
Полная электронная конфигурация атома сурьмы: 1s22s22p63s23p63d104s24p64d105s25p3.
Сурьма в свободном состоянии образует серебристо-белые кристаллы с металлическим блеском, плотность — 6,68 г/см³. Напоминая внешним видом металл, кристаллическая сурьма обладает большей хрупкостью и меньшей тепло- и электропроводностью[прояснить]. В отличие от большинства других металлов, при переходе в твёрдое состояние из расплава (кристаллизации) расширяется.
Примесь сурьмы понижает точки плавления и кристаллизации свинца, а сам сплав при переходе в твёрдое состояние несколько расширяется в объёме. В сравнении со своими гомологами по группе — мышьяком и висмутом, для которых тоже характерно наличие как металлических, так и неметаллических свойств, металлические свойства сурьмы слегка преобладают над неметаллическими, в то время как  у мышьяка в большей степени выражены свойства неметалла, а у висмута — напротив, металлические свойства.

## Химические свойства
Со многими металлами образует интерметаллические соединения — антимониды. Основные валентные состояния в соединениях: III и V.
Окисляющие концентрированные кислоты активно взаимодействуют с сурьмой.
- серная кислота превращает сурьму в сульфат сурьмы(III) с выделением сернистого газа:

{\displaystyle {\mathsf {2Sb\ +\ 6H_{2}SO_{4}\ \longrightarrow \ Sb_{2}(SO_{4})_{3}\ +\ 3SO_{2}\uparrow +\ 6H_{2}O}}}
- азотная кислота переводит сурьму в сурьмяную кислоту (условная формула {\displaystyle {\mathsf {H_{3}SbO_{4}}}}):

{\displaystyle {\mathsf {Sb\ +\ 5HNO_{3}\ \longrightarrow \ H_{3}SbO_{4}\ +\ 5NO_{2}\uparrow +\ H_{2}O}}}
Сурьма растворима в царской водке:
{\displaystyle {\mathsf {3Sb\ +\ 18HCl\ +\ 5HNO_{3}\ \longrightarrow \ 3H[SbCl_{6}]\ +\ 5NO\uparrow +\ 10H_{2}O}}}
Сурьма легко реагирует с галогенами:
- с иодом в инертной атмосфере при незначительном нагревании:

{\displaystyle {\mathsf {2Sb\ +\ 3I_{2}\ \longrightarrow \ 2SbI_{3}\ }}}
- с хлором, в зависимости от температуры, образует хлорид сурьмы(III) или хлорид сурьмы(V) :

{\displaystyle {\mathsf {2Sb\ +\ 3Cl_{2}\ {\xrightarrow {20^{o}C}}\ 2SbCl_{3}\ }}}
{\displaystyle {\mathsf {2Sb\ +\ 5Cl_{2}\ {\xrightarrow {80^{o}C}}\ 2SbCl_{5}\ }}}

## Получение
Основной способ получения сурьмы — обжиг сульфидных руд с последующим восстановлением оксида углём:
{\displaystyle {\mathsf {2Sb_{2}S_{3}\ +\ 9O_{2}\ {\xrightarrow {t^{o}C}}\ 6SO_{2}\uparrow +\ 2Sb_{2}O_{3}\ }}}
{\displaystyle {\mathsf {Sb_{2}O_{3}\ +\ 3C\ {\xrightarrow {t^{o}C}}\ 2Sb\ +\ 3CO\uparrow }}}

## Применение
Сурьма всё больше применяется в полупроводниковой промышленности при производстве диодов, инфракрасных детекторов, устройств с эффектом Холла. Является компонентом свинцовых сплавов, увеличивающим их твёрдость и механическую прочность. Область применения включает:
- свинцово-кислотные аккумуляторы;
- антифрикционные сплавы (баббиты);
- типографские сплавы;
- стрелковое оружие и трассирующие пули;
- оболочки кабелей;
- спички;
- лекарства, противопротозойные средства;
- пайка — некоторые бессвинцовые припои содержат 5 % Sb;
- использование в линотипных печатных машинах.

Вместе с оловом и медью сурьма образует металлический сплав — баббит (как правило, сплав олова, меди и сурьмы; или свинца, олова, меди и сурьмы; или цинка, сурьмы и свинца, в зависимости от марки и назначения. Баббит содержит твёрдые кубические интерметаллические кристаллы, образованные реакцией сурьмы при сплавлении с другими компонентами, рассеянные в мягком (олово или свинец) металле, обладающий антифрикционными свойствами и использующийся в подшипниках скольжения. Также сурьма добавляется к металлам, предназначенным для тонких отливок.
Соединения сурьмы в форме оксидов, сульфидов, антимоната натрия и трихлорида сурьмы, применяются в производстве огнеупорных соединений, керамических эмалей, стекла, красок и керамических изделий. Триоксид сурьмы является наиболее важным из соединений сурьмы и главным образом используется в огнестойких композициях. Сульфид сурьмы(III) является одним из ингредиентов в спичечных головках.
Природный сульфид сурьмы(III), стибнит, использовали в библейские времена в медицине и косметике. Стибнит до сих пор используется в некоторых развивающихся странах в качестве лекарства.
Соединения сурьмы, например, меглюмина антимониат (глюкантим) и натрия стибоглюконат (пентостам), применяются в лечении лейшманиоза.
Сурьма также используется в производстве боеприпасов, в частности, капсюлей.

### Электроника
Входит в состав некоторых припоев. Также может использоваться в качестве легирующей примеси к полупроводникам (донор электронов для кремния и германия).

### Термоэлектрические материалы
Теллурид сурьмы(III) применяется как компонент термоэлектрических сплавов (термо-ЭДС 150—220 мкВ/К) с теллуридом висмута.

## Биологическая роль и воздействие на организм
Сурьма токсична. Относится к микроэлементам. Её содержание в организме человека составляет 10−6 % по массе. Постоянно присутствует в живых организмах, физиологическая и биохимическая роль до конца не выяснена. Сурьма проявляет раздражающее и кумулятивное действие. Накапливается в щитовидной железе, угнетает её функцию и вызывает эндемический зоб. Однако, попадая в желудочно-кишечный тракт, соединения сурьмы не вызывают отравления, так как соли Sb(III) там гидролизуются с образованием малорастворимых продуктов. При этом соединения сурьмы(III) более токсичны, чем сурьмы(V). Пыль и пары Sb вызывают носовые кровотечения, сурьмяную «литейную лихорадку», пневмосклероз, поражают кожу, нарушают половые функции. Порог восприятия привкуса в воде — 0,5 мг/л. Смертельная доза для взрослого человека — 100 мг, для детей — 49 мг. Для аэрозолей сурьмы ПДК в воздухе рабочей зоны 0,5 мг/м³, в атмосферном воздухе 0,01 мг/м³. ПДК в почве 4,5 мг/кг. В питьевой воде сурьма относится ко 2-му классу опасности, имеет ПДК 0,005 мг/л, установленную по санитарно-токсикологическому лимитирующему признаку вредности. В природных водах норматив содержания составляет 0,05 мг/л. В сточных промышленных водах, сбрасываемых на очистные сооружения, имеющие биофильтры, содержание сурьмы не должно превышать 0,2 мг/л.